# Almadén de la Plata
Almadén de la Plata è un comune spagnolo situato nella comunità autonoma dell'Andalusia.
Almadén de la Plata